# Gregor Arbet
Gregor Arbet (* 19. Juni 1983 in Tallinn, Sowjetunion) ist ein estnischer Basketballspieler. Er ist 1,95 m groß, wiegt 93 kg, kann sowohl als Shooting Guard, als auch als Small Forward eingesetzt werden.

## Karriere
Nach zwei Jahren beim BC Kalev/Cramo, das damals noch Ehitustööriist hieß, wechselte der seinerzeit 22-jährige Arbet zu Tallinna Kalev, mit dem er auf Anhieb die estnische Basketballmeisterschaft gewann. Nach zwei Jahren verließ Arbet sein Heimatland und ging in der Saison 2004/2005 in der deutschen Basketball-Bundesliga für die TSK Würzburg auf Korbjagd. Er kam auf 29 Bundesliga-Einsätze, die er zu durchschnittlich 6,6 Punkten je Begegnung nutzte, Arbets Bundesliga-Höchstwert waren 21 Punkte, welche er im Januar 2005 im Spiel gegen Bonn erzielte.
Nach nur einem Jahr zog es Arbet nach Estland zurück, und so spielte er in der Saison 2005/2006 für Dalkia/Nybit. Zur Saison 2006/2007 kam Arbet, der ab 2002 auch Bestandteil der estnischen Basketballnationalmannschaft war, zum BC Kalev/Cramo zurück, bei dem seine Karriere begonnen hatte.
Im Januar 2013 wurde der für seine Stärken in der Verteidigung bekannte Este vom griechischen Erstligisten Kavalas verpflichtet, sein nächster Arbeitgeber war ebenfalls griechisch: Er spielte 2013/14 für AGO Rethymnou. Hernach ging er nach Estland zurück.
Mit Estlands Nationalmannschaft nahm er an der Europameisterschaft 2015 teil.

## Erfolge
- 2002/2003: estnische Meisterschaft (Tallinna Kalev)
- 2006, 2007, 2008, 2009, 2015, 2016: estnischer Pokal (BC Kalev/Cramo)
- 2006, 2009, 2011, 2012, 2016, 2017, 2018: estnische Meisterschaft (BC Kalev/Cramo)